# Oligobunins
Els oligobunins (Oligobuninae) són una subfamília extinta de mamífers de la família dels mustèlids que visqueren a Nord-amèrica des de l'Oligocè superior fins al Miocè inferior, fa entre 16 i 26,3 milions d'anys. Se n'han trobat restes fòssils a Califòrnia, Colorado, Dakota del Sud, Florida, Nebraska, Nevada, Oregon, Texas i Wyoming (Estats Units). Tenien un ampli ventall de mides. Entre altres coses, es distingeixen d'altres mustèlids pel fet de tenir un paracon alt, una escotadura carnissera i un protocon menut situat a la part anterior de la quarta dent premolar superior (p4).